# کامینگ ویلکی
کامینگ ویلکی (به لهستانی:  Kamień Wielki) یک روستا در لهستان است که در گمینا ویتنگتسا واقع شده‌است.
 کامینگ ویلکی  ۷۸۰ نفر جمعیت دارد.